# Georg Adolf Erman
Georg Adolf Erman (n. 12 mai 1806, Berlin – d. 12 iulie 1877) a fost un fizician german.
A studiat la Berlin și la Königsberg.
În 1828 a întreprins o lungă călătorie de studii, în urma căreia a publicat lucrarea intitulată: Reise um die Erde durch Nordasien und die beiden Ozeane ("Călătorie în jurul Pământului prin Asia de Nord și cele două Oceane", 1833 - 1848).
Dar cea mai însemnată contribuție a sa o constituie cercetările care au servit la determinarea magnetismului terestru de către Gauss.
A mai scris și: Die Grundlagen der Gausschen Theorie ("Bazele teorie lui Gauss") și Die Erscheinungen des Erdmagnetismus in Jahre 1829 ("Fenomenele magnetismului terestru din anul 1829") apărută la Berlin în 1874.
1. ↑  „Georg Adolf Erman”, Gemeinsame Normdatei, accesat în 9 aprilie 2014
2. ↑  „Georg Adolf Erman”, Gemeinsame Normdatei, accesat în 10 decembrie 2014
3. ↑  Deutsche Biographie, accesat în 10 octombrie 2023
4. ↑  „Georg Adolf Erman”, Gemeinsame Normdatei, accesat în 30 decembrie 2014
5. ↑  CONOR.SI[*] Verificați valoarea |titlelink= (ajutor)
6. ↑  Gold Medal Recipients
7. ↑  List of Royal Society Fellows 1660-2007 (PDF), p. 113